# Dittoceras stellaris
Dittoceras stellaris är en oleanderväxtart som först beskrevs av Henry Nicholas Ridley, och fick sitt nu gällande namn av Arthur Allman Bullock. Dittoceras stellaris ingår i släktet Dittoceras och familjen oleanderväxter. Inga underarter finns listade i Catalogue of Life.